# 綾戸村
綾戸村（あやどむら）は、かつて岐阜県不破郡にあった村である。
現在の不破郡垂井町綾戸などに該当する。

## 歴史
- 1889年（明治22年）7月1日 - 町村制により綾戸村が発足。
- 1897年（明治30年）4月1日 - 長松村、十六村、島村と合併し、荒崎村が発足。同日綾戸村は廃止。